# فهرست گروه‌های اعزامی بلندمدت به ایستگاه فضایی میر

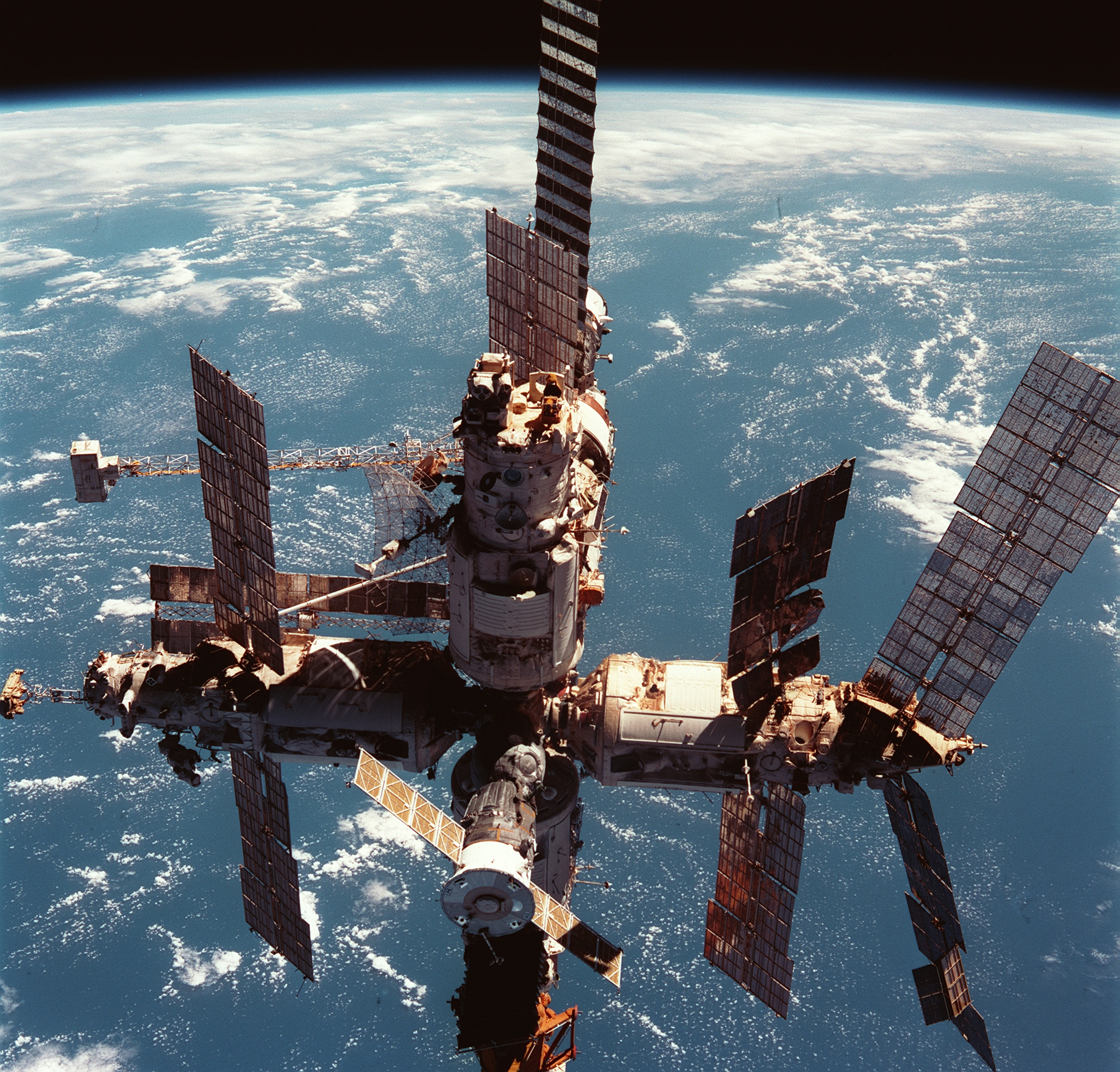
ایستگاه فضایی میر در سال ۱۹۹۸

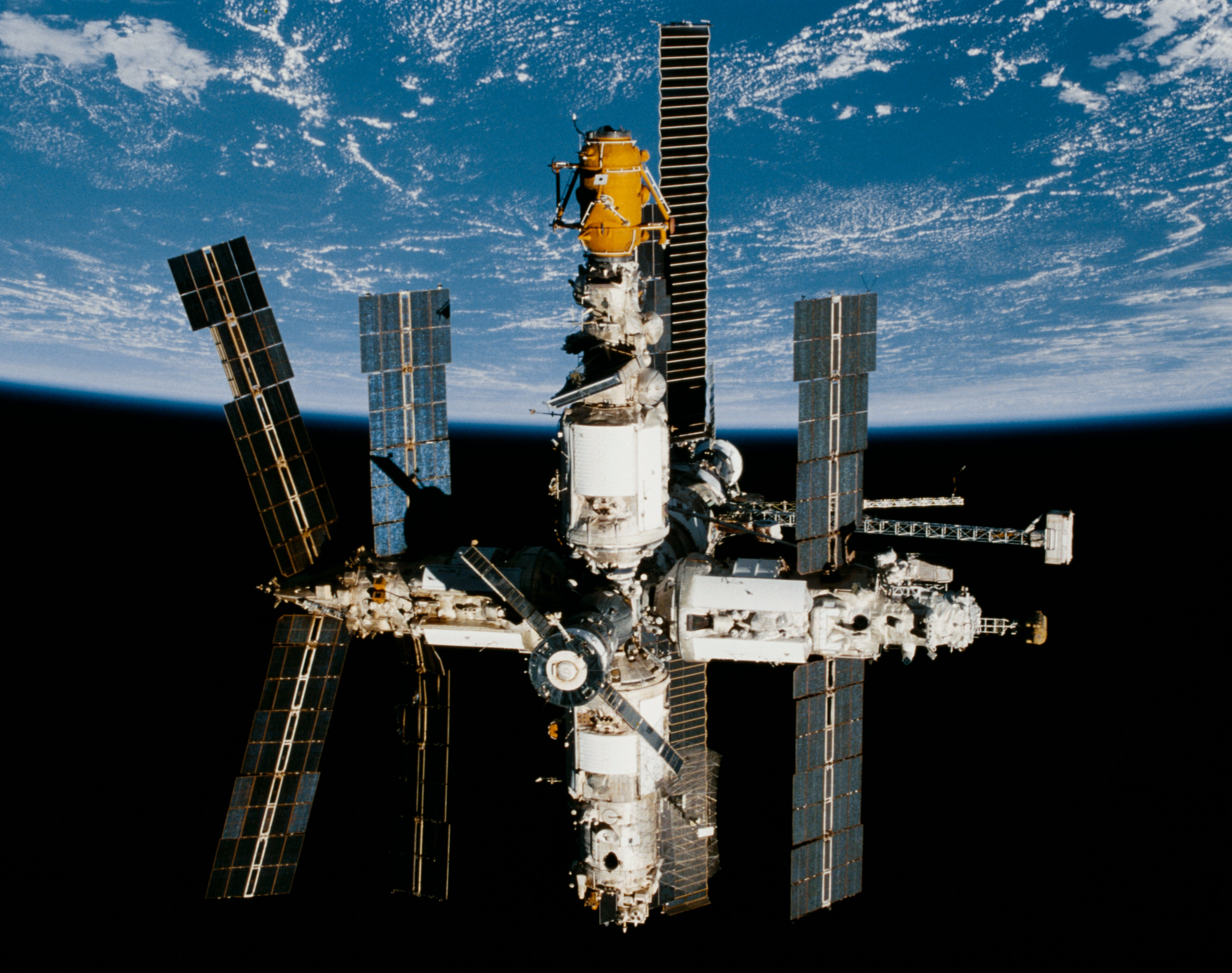
میر از دید فضانوردان اس تی اس-۸۹

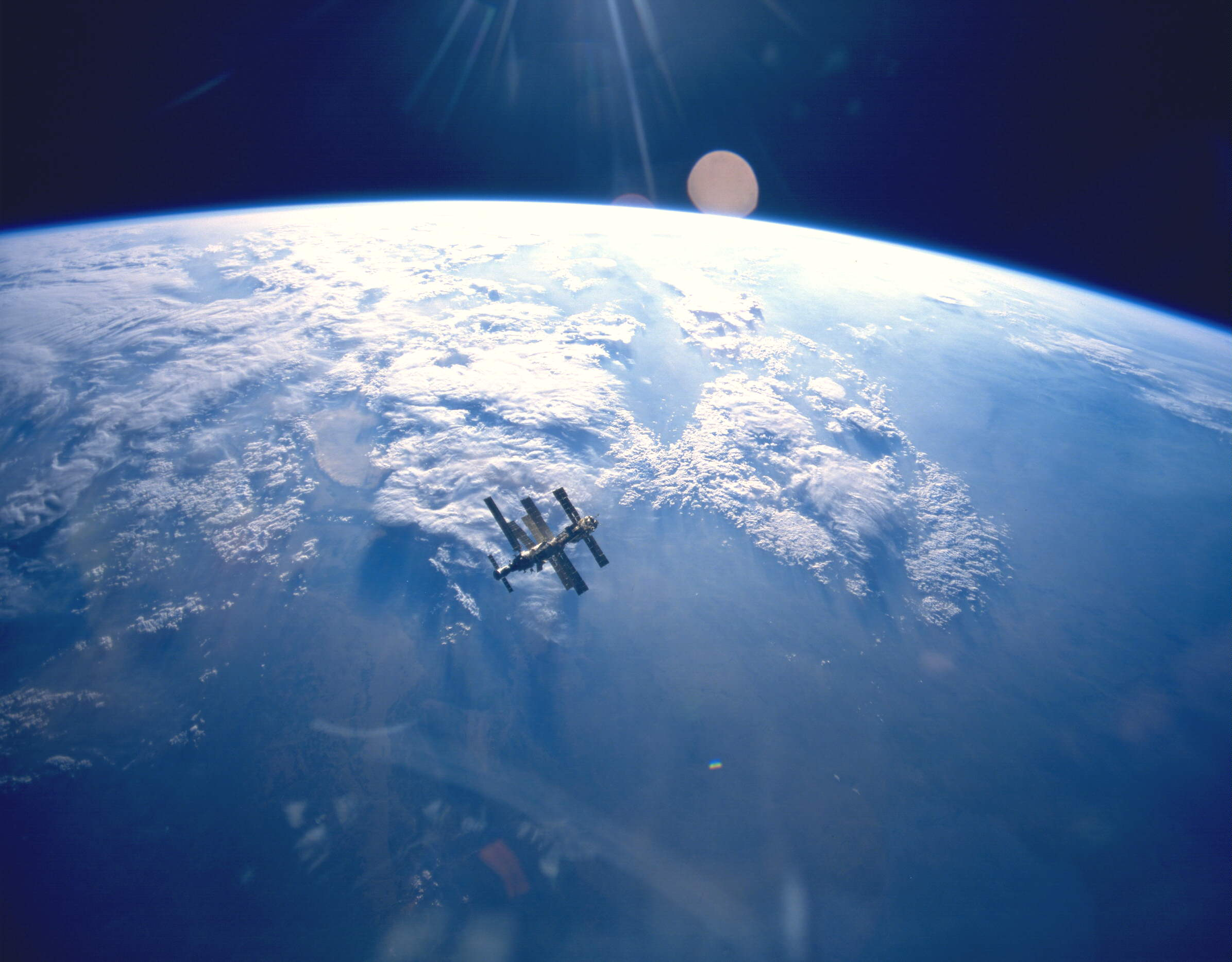
میر از دیدگاه فضانوردان اس تی اس-۷۱

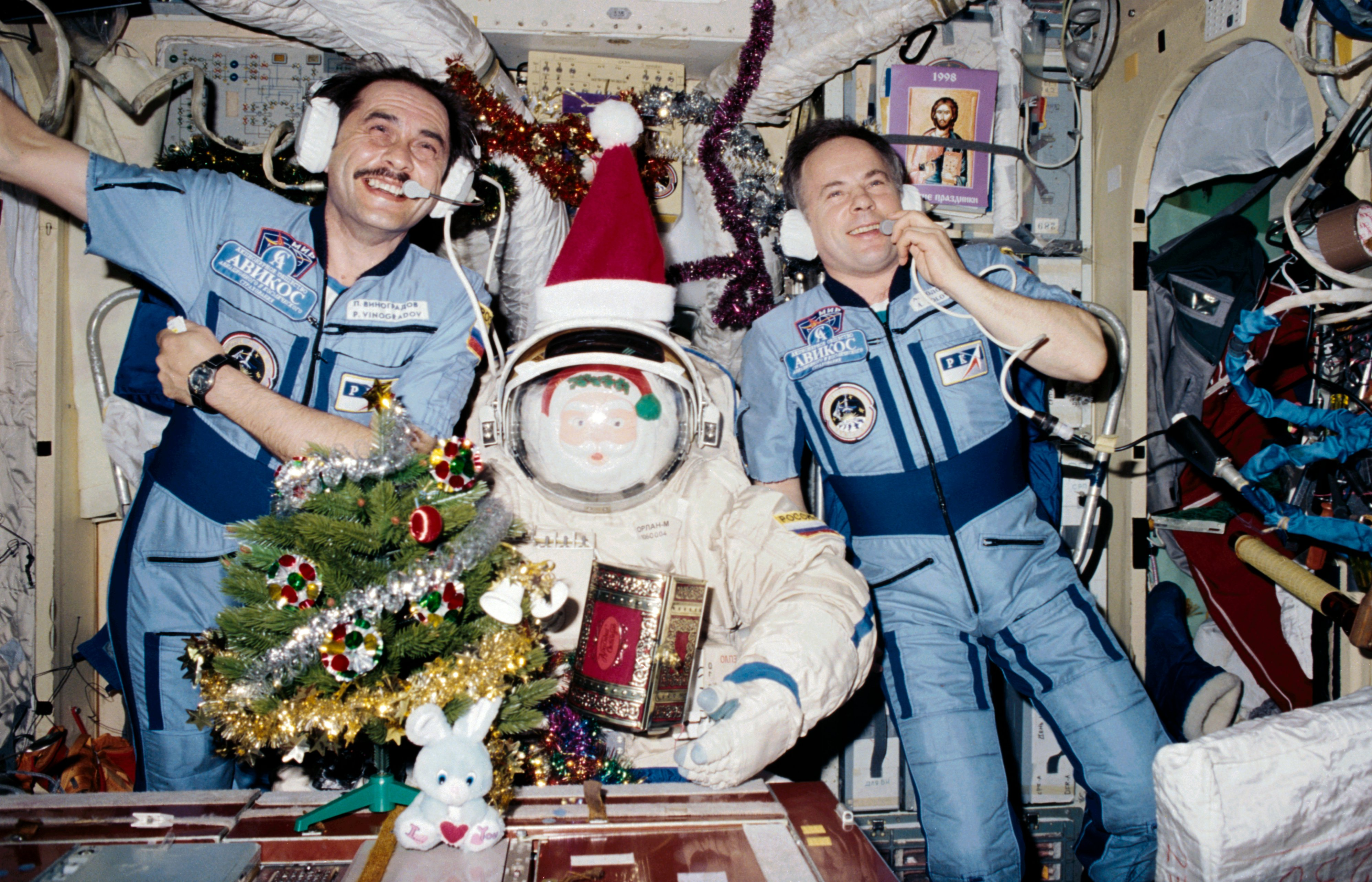
فضانوردان داخل ایستگاه میر جشن کریسمس گرفته‌اند

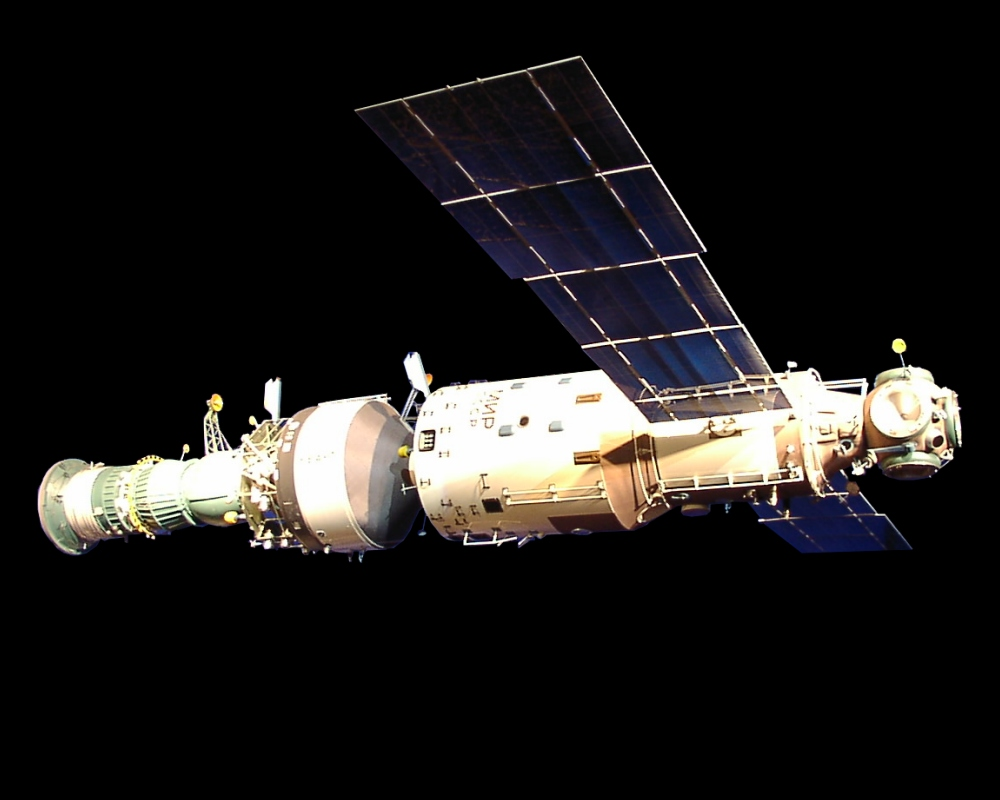
هسته اولیه ایستگاه فضایی میر

در این جدول گروه‌های اعزامی به میر و فضاپیماهای پرتاب و فرود هر فضانورد ذکر شده‌است. فضاپیماهای پرتاب و فرود هر فضانورد لزوماً یکسان نیست و نام فرمانده میر در هر اعزام به صورت بزرگ تر نوشته شده‌است.

این جدول فقط گروه‌های اعزامی را معرفی می‌کند و ماموریت‌های اینترکسموس و همچنین ماموریت‌های پشتیبانی کوتاه مدت (عمدتاً انجام شده توسط ناسا به مقصد میر) شامل این لیست نمی‌شود.

برای آگاه از جزئیات بیشتر پروازهای فضایی به سمت ایستگاه فضایی میر لیست پروازهای انسانی به میر را مطالعه کنید.
| گروه اعزامی             | اسامی فضانوردان                                     | پرتاب با                 | فرود با                  | طول ماموریت برای هر فضانورد (روز) |
| ----------------------- | --------------------------------------------------- | ------------------------ | ------------------------ | --------------------------------- |
| گروه اعزامی ۱           | لئونید کیزیم ولادیمیر سولویوف                       | سایوز تی۱۵               | سایوز تی۱۵               | ۵۰ (سالیوت۷) - ۷۵ (میر)           |
| گروه اعزامی ۲           | یوری روماننکو                                       | سایوز تی‌ام-۲             | سایوز تی‌ام-۲             | ۱۷۴٫۱۴                            |
| گروه اعزامی ۲           | الکساندر لاویکین                                    | سایوز تی‌ام-۲             | سایوز تی‌ام-۳             | ۳۲۶٫۴۸                            |
| گروه اعزامی ۲           | الکساندر پاولویچ الکساندروف                         | سایوز تی‌ام-۳             | سایوز تی‌ام-۳             | ۱۶۰٫۳۰                            |
| ایستگاه بدون سرنشین است |                                                     |                          |                          |                                   |
| گروه اعزامی ۳           | ولادیمیر گئورگیویچ تیتوف                            | سایوز تی‌ام-۴             | سایوز تی‌ام-۶             | ۳۶۵٫۹۴                            |
| گروه اعزامی ۳           | موسی منارف                                          | سایوز تی‌ام-۴             | سایوز تی‌ام-۶             | ۳۶۵٫۹۴                            |
| گروه اعزامی ۳           | والری پلیاکوف                                       | سایوز تی‌ام-۶             | انتقال به گروه اعزامی ۴  | انتقال به گروه اعزامی ۴           |
| گروه اعزامی ۴           | الکساندر الکساندروویچ وولکوف                        | سایوز تی‌ام-۷             | سایوز تی‌ام-۷             | ۱۵۱٫۴۷                            |
| گروه اعزامی ۴           | سرگئی کریکالف                                       | سایوز تی‌ام-۷             | سایوز تی‌ام-۷             | ۱۵۱٫۴۷                            |
| گروه اعزامی ۴           | والری پلیاکوف                                       | انتقال از گروه اعزامی ۳  | سایوز تی‌ام-۷             | ۲۴۰٫۹۴                            |
| ایستگاه بدون سرنشین است |                                                     |                          |                          |                                   |
| گروه اعزامی ۵           | الکساندر ویکتورنکو                                  | سایوز تی‌ام-۸             | سایوز تی‌ام-۸             | ۱۶۶٫۲۹                            |
| گروه اعزامی ۵           | الکساندر سربروف                                     | سایوز تی‌ام-۸             | سایوز تی‌ام-۸             | ۱۶۶٫۲۹                            |
| گروه اعزامی ۶           | آناتولی سولوویف                                     | سایوز تی‌ام-۹             | سایوز تی‌ام-۹             | ۱۷۹٫۰۵                            |
| گروه اعزامی ۶           | الکساندر نیکولایویچ بالاندین                        | سایوز تی‌ام-۹             | سایوز تی‌ام-۹             | ۱۷۹٫۰۵                            |
| گروه اعزامی ۷           | گنادی ماناکوف                                       | سایوز تی‌ام-۱۰            | سایوز تی‌ام-۱۰            | ۱۳۰٫۸۶                            |
| گروه اعزامی ۷           | گنادی استرکالوف                                     | سایوز تی‌ام-۱۰            | سایوز تی‌ام-۱۰            | ۱۳۰٫۸۶                            |
| گروه اعزامی ۸           | ویکتور میخائیلوویچ آفاناسیف                         | سایوز تی‌ام-۱۱            | سایوز تی‌ام-۱۱            | ۱۷۵٫۰۸                            |
| گروه اعزامی ۸           | موسی منارف                                          | سایوز تی‌ام-۱۱            | سایوز تی‌ام-۱۱            | ۱۷۵٫۰۸                            |
| گروه اعزامی ۹           | آناتولی آرتسبارسکی                                  | سایوز تی‌ام-۱۲            | سایوز تی‌ام-۱۲            | ۱۴۴٫۶۴                            |
| گروه اعزامی ۹           | سرگئی کریکالف                                       | سایوز تی‌ام-۱۲            | انتقال به گروه اعزامی ۱۰ | انتقال به گروه اعزامی ۱۰          |
| گروه اعزامی ۱۰          | الکساندر الکساندروویچ وولکوف                        | سایوز تی‌ام-۱۳            | سایوز تی‌ام-۱۳            | ۱۷۵٫۱۲                            |
| گروه اعزامی ۱۰          | سرگئی کریکالف                                       | انتقال از گروه اعزامی ۹  | سایوز تی‌ام-۱۳            | ۳۱۱٫۸۳                            |
| گروه اعزامی ۱۱          | الکساندر ویکتورنکو                                  | سایوز تی‌ام-۱۴            | سایوز تی‌ام-۱۴            | ۱۴۵٫۵۹                            |
| گروه اعزامی ۱۱          | الکساندر کالری                                      | سایوز تی‌ام-۱۴            | سایوز تی‌ام-۱۴            | ۱۴۵٫۵۹                            |
| گروه اعزامی ۱۲          | آناتولی سولوویف                                     | سایوز تی‌ام-۱۵            | سایوز تی‌ام-۱۵            | ۱۸۸٫۹۰                            |
| گروه اعزامی ۱۲          | سرگئی آودیف                                         | سایوز تی‌ام-۱۵            | سایوز تی‌ام-۱۵            | ۱۸۸٫۹۰                            |
| گروه اعزامی ۱۳          | گنادی ماناکوف                                       | سایوز تی‌ام-۱۶            | سایوز تی‌ام-۱۶            | ۱۷۹٫۰۳                            |
| گروه اعزامی ۱۳          | الکساندر پولشچوک                                    | سایوز تی‌ام-۱۶            | سایوز تی‌ام-۱۶            | ۱۷۹٫۰۳                            |
| گروه اعزامی ۱۴          | واسیلی تسیبلیف                                      | سایوز تی‌ام-۱۷            | سایوز تی‌ام-۱۷            | ۱۹۶٫۷۴                            |
| گروه اعزامی ۱۴          | الکساندر سربروف                                     | سایوز تی‌ام-۱۷            | سایوز تی‌ام-۱۷            | ۱۹۶٫۷۴                            |
| گروه اعزامی ۱۵          | ویکتور میخائیلوویچ آفاناسیف                         | سایوز تی‌ام-۱۸            | سایوز تی‌ام-۱۸            | ۱۸۲٫۰۲                            |
| گروه اعزامی ۱۵          | یوری اوساچوف                                        | سایوز تی‌ام-۱۸            | سایوز تی‌ام-۱۸            | ۱۸۲٫۰۲                            |
| گروه اعزامی ۱۵          | والری پلیاکوف                                       | سایوز تی‌ام-۱۸            | انتقال به گروه اعزامی ۱۶ | انتقال به گروه اعزامی ۱۶          |
| گروه اعزامی ۱۶          | یوری مالنچنکو                                       | سایوز تی‌ام-۱۹            | سایوز تی‌ام-۱۹            | ۱۲۵٫۹۵                            |
| گروه اعزامی ۱۶          | تالگات موسی‌بی‌اف                                     | سایوز تی‌ام-۱۹            | سایوز تی‌ام-۱۹            | ۱۲۵٫۹۵                            |
| گروه اعزامی ۱۶          | والری پلیاکوف                                       | انتقال از گروه اعزامی ۱۵ | انتقال به گروه اعزامی ۱۷ | انتقال به گروه اعزامی ۱۷          |
| گروه اعزامی ۱۷          | الکساندر ویکتورنکو                                  | سایوز تی‌ام-۲۰            | سایوز تی‌ام-۲۰            | ۱۶۹٫۲۲                            |
| گروه اعزامی ۱۷          | یلنا کنداکاوا                                       | سایوز تی‌ام-۲۰            | سایوز تی‌ام-۲۰            | ۱۶۹٫۲۲                            |
| گروه اعزامی ۱۷          | والری پلیاکوف                                       | انتقال از گروه اعزامی ۱۶ | سایوز تی‌ام-۲۰            | ۴۳۷٫۷۵ (رکورد تا به امروز)        |
| گروه اعزامی ۱۸          | ولادیمیر دژوروف                                     | سایوز تی‌ام-۲۱            | اس تی اس-۷۱              | ۱۱۵٫۳۶                            |
| گروه اعزامی ۱۸          | گنادی استرکالوف                                     | سایوز تی‌ام-۲۱            | اس تی اس-۷۱              | ۱۱۵٫۳۶                            |
| گروه اعزامی ۱۸          | نورمن تاگارد                                        | سایوز تی‌ام-۲۱            | اس تی اس-۷۱              | ۱۱۵٫۳۶                            |
| گروه اعزامی ۱۹          | آناتولی سولوویف                                     | اس تی اس-۷۱              | سایوز تی‌ام-۲۱            | ۷۵٫۴۷                             |
| گروه اعزامی ۱۹          | نیکولای بودارین                                     | اس تی اس-۷۱              | سایوز تی‌ام-۲۱            | ۷۵٫۴۷                             |
| گروه اعزامی ۲۰          | یوری گیدزنکو                                        | سایوز تی‌ام-۲۲            | سایوز تی‌ام-۲۲            | ۱۹۷٫۰۷                            |
| گروه اعزامی ۲۰          | سرگئی آودیف                                         | سایوز تی‌ام-۲۲            | سایوز تی‌ام-۲۲            | ۱۹۷٫۰۷                            |
| گروه اعزامی ۲۰          | توماس رایتر                                         | سایوز تی‌ام-۲۲            | سایوز تی‌ام-۲۲            | ۱۹۷٫۰۷                            |
| گروه اعزامی ۲۱          | یوری اونوفرینکو                                     | سایوز تی‌ام-۲۳            | سایوز تی‌ام-۲۳            | ۱۹۳٫۸۰                            |
| گروه اعزامی ۲۱          | یوری اوساچوف                                        | سایوز تی‌ام-۲۳            | سایوز تی‌ام-۲۳            | ۱۹۳٫۸۰                            |
| گروه اعزامی ۲۱          | شنن لوسید                                           | اس تی اس-۷۶              | انتقال به گروه اعزامی ۲۲ | انتقال به گروه اعزامی ۲۲          |
| گروه اعزامی ۲۲          | والری کرزون الکساندر کالری                          | سایوز تی‌ام-۲۴            | سایوز تی‌ام-۲۴            | ۱۹۶٫۷۳                            |
| گروه اعزامی ۲۲          | شنن لوسید                                           | انتقال از گروه اعزامی ۲۱ | اس تی اس-۷۹              | ۱۸۸٫۱۷                            |
| گروه اعزامی ۲۲          | جان ئی بلاها                                        | اس تی اس-۷۹              | اس تی اس-۸۱              | ۱۲۸٫۲۳                            |
| گروه اعزامی ۲۲          | جری ام لایننجر                                      | اس تی اس-۸۱              | انتقال به گروه اعزامی ۲۳ | انتقال به گروه اعزامی ۲۳          |
| گروه اعزامی ۲۳          | واسیلی تسیبلیف الکساندر لازوتکین                    | سایوز تی‌ام-۲۵            | سایوز تی‌ام-۲۵            | ۱۸۴٫۹۲                            |
| گروه اعزامی ۲۳          | جری ام لایننجر                                      | انتقال از گروه اعزامی ۲۲ | اس تی اس-۸۴              | ۱۳۲٫۱۷                            |
| گروه اعزامی ۲۳          | مایکل فول                                           | اس تی اس-۸۴              | انتقال به گروه اعزامی ۲۴ | انتقال به گروه اعزامی ۲۴          |
| گروه اعزامی ۲۴          | آناتولی سولوویف پاول وینوگرادف                      | سایوز تی‌ام-۲۶            | سایوز تی‌ام-۲۶            | ۱۹۷٫۷۳                            |
| گروه اعزامی ۲۴          | مایکل فول                                           | انتقال از گروه اعزامی ۲۳ | اس تی اس-۸۶              | ۱۴۴٫۵۷                            |
| گروه اعزامی ۲۴          | دیوید ولف                                           | اس تی اس-۸۶              | اس تی اس-۸۹              | ۱۲۷٫۸۳                            |
| گروه اعزامی ۲۴          | اندی توماس                                          | اس تی اس-۸۹              | انتقال به گروه اعزامی ۲۵ | انتقال به گروه اعزامی ۲۵          |
| گروه اعزامی ۲۵          | تالگات موسی‌بی‌اف نیکولای بودارین                     | سایوز تی‌ام-۲۷            | سایوز تی‌ام-۲۷            | ۲۰۷٫۵۳                            |
| گروه اعزامی ۲۵          | اندی توماس                                          | انتقال از گروه اعزامی ۲۴ | اس تی اس-۹۱              | ۱۴۰٫۶۳                            |
| گروه اعزامی ۲۶          | گنادی پادالکا                                       | سایوز تی‌ام-۲۸            | سایوز تی‌ام-۲۸            | ۱۹۸٫۶۹                            |
| گروه اعزامی ۲۶          | سرگئی آودیف                                         | سایوز تی‌ام-۲۸            | انتقال به گروه اعزامی ۲۷ | انتقال به گروه اعزامی ۲۷          |
| گروه اعزامی ۲۷          | ویکتور میخائیلوویچ آفاناسیف ژان-پیر انیره ایوان بلا | سایوز تی‌ام-۲۹            | سایوز تی‌ام-۲۹            | ۱۸۸٫۸۵                            |
| گروه اعزامی ۲۷          | سرگئی آودیف                                         | انتقال از گروه اعزامی ۲۶ | سایوز تی‌ام-۲۹            | ۳۷۹٫۶۲                            |
| ایستگاه بدون سرنشین است |                                                     |                          |                          |                                   |
| گروه اعزامی ۲۸          | سرگئی زالیوتین                                      | سایوز تی‌ام-۳۰            | سایوز تی‌ام-۳۰            | ۷۲٫۸۲                             |
| گروه اعزامی ۲۸          | الکساندر کالری                                      | سایوز تی‌ام-۳۰            | سایوز تی‌ام-۳۰            | ۷۲٫۸۲                             |